# 木村松治郎
木村 松治郎（きむら まつぢろう、1894年〈明治27年〉9月11日 - 1950年〈昭和25年〉1月24日）は、日本の陸軍軍人。最終階級は陸軍中将。

## 経歴
奈良県出身。1915年（大正4年）5月25日、陸軍士官学校（27期）を卒業。同年12月25日、歩兵少尉に任官し歩兵第31連隊付となる。1926年（大正15年）12月7日、陸軍大学校（38期）を優等で卒業。
アメリカ駐在などを経て、1935年（昭和10年）3月、参謀本部員兼陸大教官となり、1937年（昭和12年）11月、歩兵大佐に昇進。1938年（昭和13年）7月、歩兵第57連隊長に就任。1939年（昭和14年）9月、ノモンハン事件後に第23師団参謀長となり師団再建に尽力。1940年（昭和15年）8月、留守第7師団司令部付に発令。同年12月2日、陸軍少将に進級し北部軍参謀長に着任し太平洋戦争を迎えた。
1943年（昭和18年）2月11日、北方軍参謀長に転じ、同年8月、同軍情報部長を兼務。1944年（昭和19年）3月1日、陸軍中将に進み、同月10日、第5方面軍参謀長に就任。同年12月26日、第4師団長に親補されスマトラ島に赴任。ビルマ方面の戦局悪化に伴い、第15軍隷下となり、タイのランパンに進出したが、同地で終戦を迎えた。
1947年（昭和22年）11月28日、公職追放仮指定を受けた。